# João Batista Scalabrini
São João Batista Scalabrini (em italiano Giovanni Battista Scalabrini; Fino Mornasco, 8 de julho de 1839 – Placência, 1 de junho de 1905) foi um bispo da Igreja Católica na cidade italiana de Placência e fundador da Congregação dos Missionários de São Carlos, os "Scalabrinianos".

## Biografia
Nascido em Fino Mornasco, na província de Como (Itália), em 1839, foi ordenado sacerdote em 30 de maio de 1863. Foi professor no Seminário de Como até 1870, quando virou vigário da paróquia de São Bartolomeu na cidade de Como.
Recebeu a ordenação episcopal pelo cardeal Alessandro Franchi em 30 de janeiro de 1876 e foi enviado para a Diocese de Placência-Bobbio. 
Ao longo de sua vida celebrou três sínodos diocesanos (1879, 1893, 1899) e cumpriu cinco visitas pastorais às 365 paróquias da diocese.
Em 1887, fundou a Congregação dos Missionários de São Carlos, ou Scalabrinianos, para cuidar dos migrantes italianos. Em 1889 istituiu a associação laical São Rafael para a assistência aos migrantes. Em 1895, nasceram as Missionárias de São Carlos. Em 1901, visitou os emigrantes italianos nos Estados Unidos e, em 1904, no Brasil.

## Post mortem
No dia 9 de novembro de 1997, Dom Scalabrini foi beatificado pelo Papa João Paulo II na Praça de São Pedro, no Vaticano.
Em 13 de abril de 2013, o túmulo foi violado por causa de roubo. Foram tirados o anel de D. João Batista, uma cruz, um terço de ouro e o cálice. No 2 de maio de 2013, D. Gianni Ambrosio presidiu uma celebração reparadora e em 1 de junho uma missa para recolocar o caixão no lugar . 
Em abril de 2014, dois dos três ladrões estavam em prisão domiciliar, mas as relíquias não foram reencontradas.

## Canonização
No dia 9 de outubro de 2022, João Scalabrini foi canonizado pelo Papa Francisco junto do argentino salesiano, Artêmides Zatti. Disse o Papa Francisco sobre Scalabrini: "Com grande visão, Scalabrini ansiava por um mundo e uma Igreja sem barreiras, onde ninguém fosse estrangeiro", fazendo ainda menção aos fluxos migratórios de refugiados ucranianos da Guerra Russo-Ucraniana por toda a Europa, pedindo para que os fiéis presentes que rezassem para os Santos pedindo ajudas para “caminhar juntos, sem muros de divisão” para poder “cultivar essa nobreza de alma”, isto é, a gratidão.

## Outras imagens

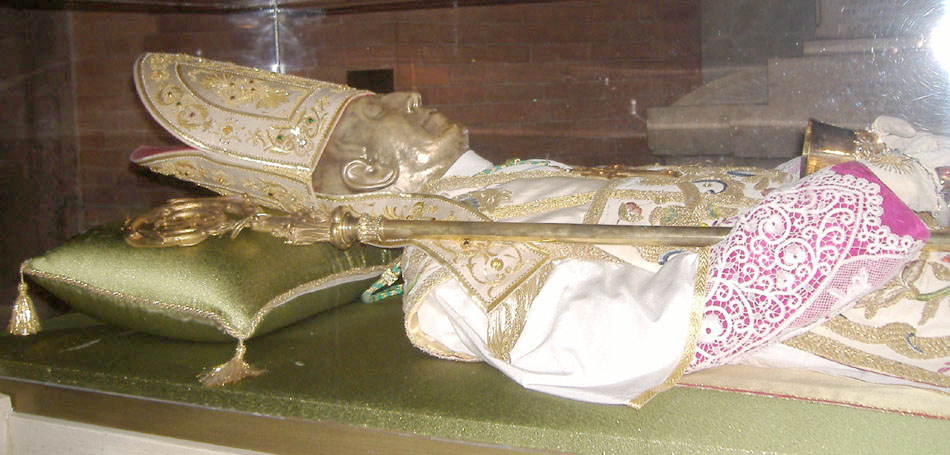
Simulacro contendo as relíquias de Dom Scalabrini, na Catedral de Santa Maria Assunta e Santa Giustina, em Piacenza
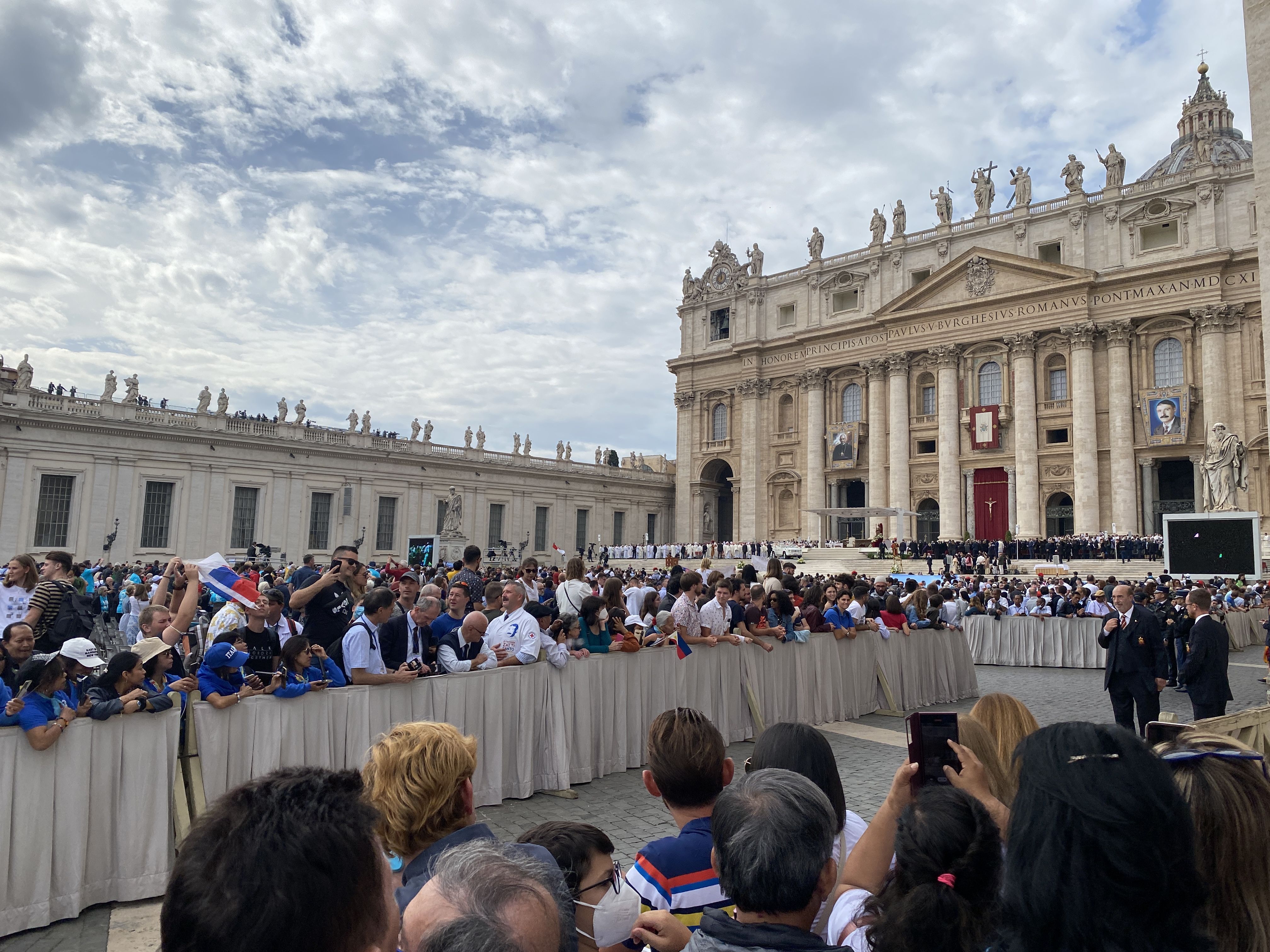
Missa de canonização de Dom Scalabrini e Artêmides Zatti, presidida na Praça de São Pedro
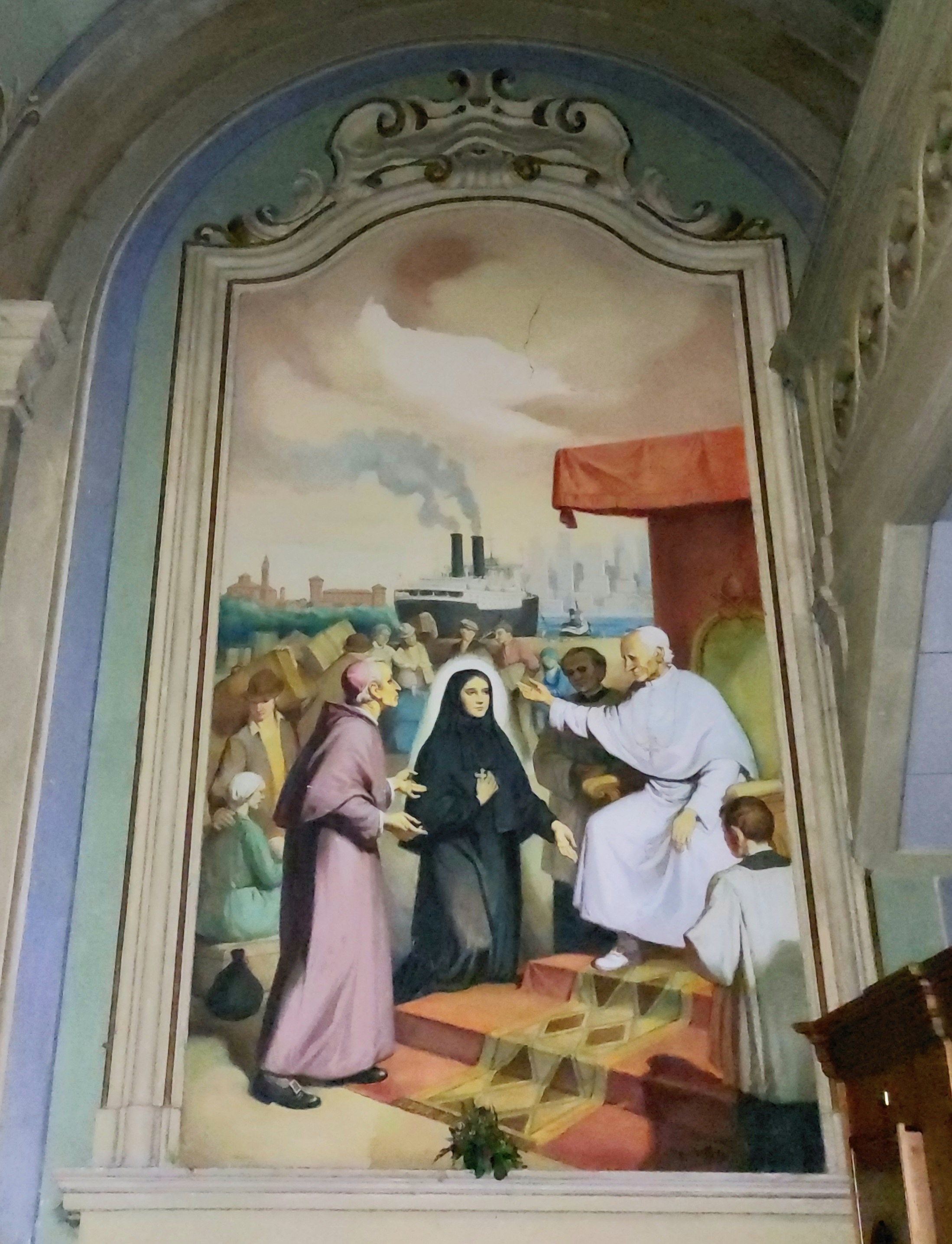
Dom Scalabrini apresenta a irmã Francesca Cabrini ao papa Leão XIII para receber a missão nos Estados Unidos. Obra de Luigi Arzuffi, igreja de Caselle Landi, Itália.